# イオン小牧店
イオン小牧店（イオンこまきてん）は、愛知県小牧市にある、イオンを中核としたショッピングセンターである。

## 概要
1996年（平成8年）9月に発表されたジャスコ株式会社中期経営計画において、岡田元也商品担当専務取締役（当時）が、売場改革、商品の差別化、商品調達過程の改革を政策として発表。お客様の立場にたって売場分類や商品分類を見直し、既存のGMSから転換する「ニューGMS構想」がスタート。1997年（平成9年）11月15日、「ニューGMS」の第1号店としてジャスコ小牧店はオープンした。
想定される首都直下地震などで、千葉県千葉市美浜区にあるイオングループの本部機能（イオンタワー・イオンタワーアネックスなど）が被災した際の代替拠点となるイオン⼩牧危機管理センターが2014年に立ち上げられ、同店に併設されている。近隣に名古屋空港があり、ヘリコプター等での移動が容易であることや、地盤が安定しているため想定される南海トラフ巨大地震において被災しにくいこと、地理的に日本の中心に位置していることから選定された。

## 歴史
- 1997年（平成9年）11月15日 - 開業[1]。
- 2008年（平成20年）8月21日 - イオン株式会社の純粋持株会社移行により、イオンリテール株式会社が小売事業部門を継承[6]。
- 2011年（平成23年） 3月1日 - 「ジャスコ小牧店」を「イオン小牧店」に改称。
- 2014年（平成26年） - イオン⼩牧危機管理センター設置[5]。

## 交通アクセス
- こまき巡回バス「城見橋東」または「二重堀南」停留所下車。
- 名鉄小牧線 小牧駅から徒歩で約20分。

## 周辺
- 大山川
- 小牧市立米野小学校
- 日本ガイシ小牧工場
- 小牧市立応時中学校